# Koto Laweh (Sepuluh Koto)
Koto Laweh is een bestuurslaag in het regentschap Tanah Datar van de provincie West-Sumatra, Indonesië. Koto Laweh telt 2574 inwoners (volkstelling 2010).